# Michael Sweet
Michael Harrison Sweet (* 4. července 1963 Whittier, Kalifornie) je americký metalový zpěvák, kytarista a skladatel. Nejvíce je známý jako spoluzakladatel křesťanskometalové skupiny  Stryper. Od roku 2007 do roku 2011 působil v americké rockové skupině Boston.
Začátkem 80. let založil se starším bratrem Robertem skupinu s názvem Roxx Regime. Nějakou dobu hráli v triu a Michael byl kytarista a zpěvák. Později si změnili název na Stryper. Skupina chtěla zpochybnit stereotyp, že heavy metal je satanistický a dostali křesťanský metal do hlavního proudu.
Michael byl nejen kytaristou a zpěvákem, ale i také napsal většinu hudby a textů pro skupinu. Podílel se na produkci a aranžování hudby.
Po odchodu ze skupiny Stryper se Michael přestěhoval do Massachusetts, kde se svou současnou manželkou žijí dodnes.

## Osobní život
Michael se stal křesťanem v roce 1975, kdy mu bylo 12 let.
V roce 1987 se oženil s Kyle Rae, kterou potkal při natáčení prvního videoklipu Stryper. S manželkou měl dvě děti: syna Michaela (1987) a dceru Ellenu (1991).
V roce 2009 zemřela Michaelova manželka Kyle po dvouletém boji s rakovinou vaječníků. Své manželce věnoval sólové album s názvem Touched.
V lednu 2010 se oženil s Lisou Champagne.